# Lillian Wald
Lillian D. Wald (10 de marzo de 1867, Cincinnati, Ohio - 1 de septiembre de 1940 Westport, Connecticut) fue una enfermera, autora y humanitaria estadounidense.
Es famosa por sus contribuciones a los derechos humanos y fue la fundadora de la comunidad de enfermeros estadounidense. Ella fundó el Henry Street Settlement en Nueva York y fue la primera en gestionar la presencia de enfermeros en las escuelas públicas.

## Biografía

### Primeros años
Lillian fue la tercera de cuatro hermanos, sus padres fueron Max Wald y Minnie Schwartz, quienes eran descendientes de rabinos y mercantes en Alemania y Polonia. Los Schwartz, así como los Wald, habían dejado Alemania luego de la revolución de 1848 para finalmente instalarse en los Estados Unidos en busca de oportunidades.
Su padre, Max Wald, era un vendedor de productos ópticos, primero comenzó comercializando en Cincinnati, donde Lillian nació, pero luego se instaló en Dayton. Finalmente, en 1878 la familia termina mudándose a Rochester, New York, lugar al que Lillian consideraría su ciudad.
Lillian creció en el seno de una familia judía liberal. Asistió al internado inglés/francés de Miss Cruttenden en Rochester. A los 16 años de edad, aplicó para estudiar en la universidad Vassar, pero fue rechazada debido a su corta edad. Durante los siguientes años se dedicó a viajar por el mundo y por un corto tiempo trabajó como reportera para un periódico.

### Carrera profesional y activismo
En 1889, Lillian conoce a una joven enfermera cuya labor la impresionó, por esta razón Wald decide estudiar enfermería en la escuela de entrenamiento del hospital de la ciudad de Nueva York, completando sus estudios en 1891. Luego de graduarse de enfermera, entra a la universidad de medicina de mujeres para obtener su título de médica. Lillian trabajó en el New York Juvenile Asylum (asilo juvenil de Nueva York), actualmente conocido como Children's Village (villa de los niños) y junto a su clase ayudó a familias inmigrantes del Lower East Side.
Poco tiempo después de comenzar a estudiar medicina, Lillian aceptó una invitación para organizar clases de enfermería a domicilio para las familias inmigrantes pobres del Lower East Side. Mientras trabajaba en esta zona, Wald fue testigo de muchas experiencias tristes que este grupo de gente vivía. Por ejemplo, una vez, un niño la agarró de la mano para llevarla a atender a una señora que se encontraba enferma en una de las dilapidadas casas multifamiliares del distrito. Es así como Lillian comienza a ver todas las injusticias del sistema social y salubre del país. Esto, la llevó a convertirse en una activista por los derechos de la salud de la gente pobre del Lower East Side de Manhattan. Finalmente en el año 1893, Wald decidió abandonar su carrera en la facultad de medicina para dedicarse a la enfermería. En el año 1895, fundó Henry Street Settlement (conocido en ese entonces como asentamiento de enfermeras) una enfermería en la calle Henry al 265 en pleno Lower East Side. Aquí Lillian y otras enfermeras ayudarían a la comunidad, enfatizando la salud mental. De esta manera, Wald se convirtió en una de las pioneras en enfermería de salud pública, acuñando dicho término. Para Lillian y su grupo de enfermeras, la relación orgánica con el barrio, debería constituir el punto de partida para un servicio universal a la región. Las enfermeras trabajaban bajo una escala móvil de tarifas, para que todos los residentes pudieran acceder a servicios de la salud. Para el año 1905, la enfermería de la calle Henry, tenía a cargo 18 distritos, cuidando y educando a más de 450 pacientes.
En el año 1902, Wald fundó la primera carrera pública de enfermería en la ciudad de Nueva York. Para el año 1912, se funda la organización nacional de enfermería pública cuyos miembros eligieron a Lillian Wald como presidenta.
Con el paso de los años, a la enfermería de la calle Henry, se le sumaron otras sucursales alrededor de Manhattan y el Bronx. Wald dispuso la enfermería de la calle Henry como lugar de reunión para la conferencia nacional de personas negras, la cual eventualmente se transformaría en la asociación nacional para el avance de las personas de color.
Wald además fue una activista por el voto femenino. En adición, apoyó la lucha de su colega Margaret Sanger por el derecho que tenían las mujeres al control de la natalidad. Participó de varias protestas pacifistas. Sin embargo, ante la inminente Primera Guerra Mundial, Lillian decidió formar parte del comité de enfermería comunitaria de la cruz roja, movimiento al que contribuyó también durante la pandemia de la gripe española.
Lillian fue una lobista para las inspecciones de seguridad e higiene en lugares de trabajo. Enfatizando la presencia permanente de personal de la salud en los sitios laborales. Además, logró influenciar a la Universidad de Columbia para nominar al primer profesor de enfermería en una universidad estadounidense, ya que anteriormente la enfermería como profesión se aprendía en los hospitales a través de métodos empíricos.

### Reconocimientos

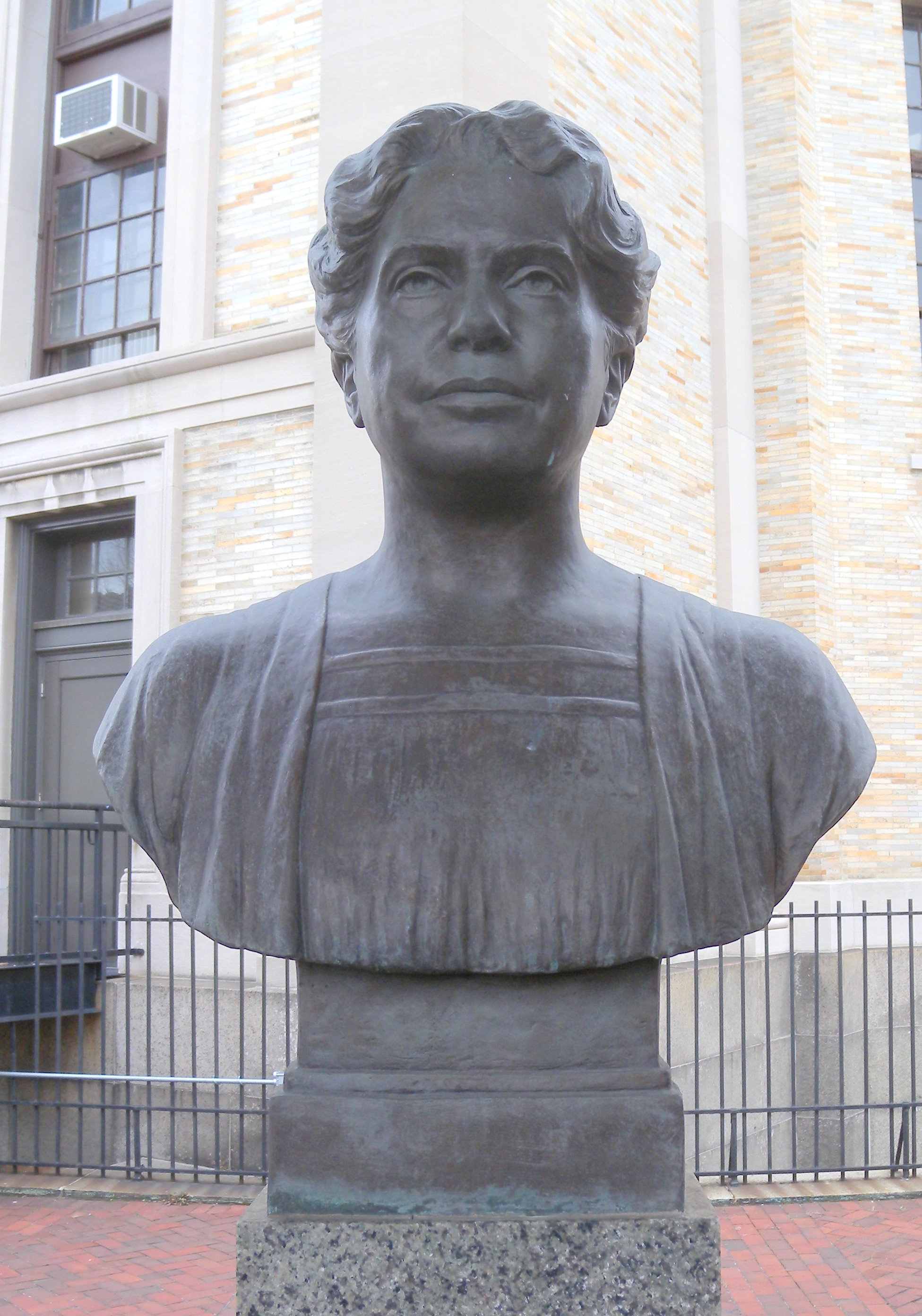
Busto de Lillian Wald en el Salón de la Fama para Americanos Ilustres.

En el año 1922, The New York Times la nombró como una de las 12 grandes mujeres vivas. Lillian, luego recibiría el medallón Lincoln por su trabajo, destacándose como ciudadana ilustre de la ciudad de Nueva York. En el año 1970, es elegida para ser representada en el Salón de la Fama para Americanos Ilustres. Desde el año 1993, forma parte del National Women's Hall of Fame.

### Fallecimiento
Luego de lidiar con una enfermedad durante un tiempo, Lillian Wald falleció de una hemorragia cerebral el 1 de septiembre de 1940 en Westport, Connecticut. Sus restos descansan en el cementerio Mount Hope (Monte Esperanza) en Rochester, Nueva York.